# Hajnáčka (powiat Rymawska Sobota)
Hajnáčka (węg. Ajnácskő) – wieś (obec) na Słowacji położona w kraju bańskobystrzyckim, w powiecie Rymawska Sobota. Pierwsze wzmianki o miejscowości pochodzą z roku 1425.
Według danych z dnia 31 grudnia 2012, wieś zamieszkiwało 1191 osób, w tym 619 kobiet i 572 mężczyzn.
W 2001 roku rozkład populacji względem narodowości i przynależności etnicznej wyglądał następująco:
- Słowacy – 12,54%
- Czesi – 0,17%
- Niemcy – 0,09%
- Ukraińcy – 0,09%
- Węgrzy – 86,25%

Ze względu na wyznawaną religię struktura mieszkańców kształtowała się w 2001 roku następująco:
- Katolicy rzymscy – 97,77%
- Ateiści – 0,17%
- Nie podano – 1,2%